# Ministero della giustizia (Argentina)
Il Ministero della giustizia (in spagnolo Ministerio de Justicia) è un dicastero del governo argentino responsabile dell'amministrazione della giustizia.
Il ministero fu creato nel 1949, durante la prima presidenza di Juan Domingo Perón, e da allora è stato costantemente presente in ogni governo del Paese. Il suo attuale ministro è Mariano Cúneo Libarona, in carica dal 10 dicembre 2023 nel governo di Javier Milei.

## Struttura
Il Ministero della giustizia ha una serie di strutture dipendenti centralizzate che gli fanno capo. Le strutture centralizzate, come per gli altri ministeri, sono note come segreterie (secretarías) e sottosegretariati (subsecretarías), attualmente sono le seguenti:
- - Sottosegretariato della gestione amministrativa (Subsecretaría de Gestión Administrativa)
- Segreteria della giustizia (Secretaría de Justicia)
  - Sottosegretariato degli affari penitenziari (Subsecretaría de Asuntos Penitenciarios)
  - Sottosegretariato per la politica penale (Subsecretaría de Política Criminal)
  - Sottosegretariato per l'accesso alla giustizia (Subsecretaría de Acceso a la Justicia)
  - Sottosegretariato per i rapporti con la magistratura e il mondo accademico (Subsecretaría de Relaciones con el Poder Judicial y la Comunidad Académica)
- Segretaria per i diritti umani (Secretaría de Derechos Humanos)
  - Sottosegretariato per la protezione e i collegamenti internazionali sui diritti umani (Subsecretaría de Protección y Enlace Internacional en Derechos Humanos)
  - Sottosegretariato per la promozione dei diritti umani (Subsecretaría de Promoción de Derechos Humanos)
- Segreteria generale della giustizia e dei diritti umani (Secretaría General de Justicia y Derechos Humanos)

Inoltre, l'Istituto nazionale contro la discriminazione, la xenofobia e il razzismo (INADI), l'Ufficio del notaio generale del Governo della Nazione, la Procura del Tesoro della Nazione, il Centro internazionale per la promozione dei diritti umani (CIPDH), l'Istituto universitario delle madri di Plaza de Mayo (IUNMA) e il sistema penitenziario federale argentino dipendono tutti dal Ministero della giustizia.

## Elenco dei ministri
| N°                                                                         | Ministro                              | Partito                               | Partito                               | Mandato                               | Presidente                            | Presidente                            |
| Ministero della giustizia (1949–1954)                                      | Ministero della giustizia (1949–1954) | Ministero della giustizia (1949–1954) | Ministero della giustizia (1949–1954) | Ministero della giustizia (1949–1954) | Ministero della giustizia (1949–1954) | Ministero della giustizia (1949–1954) |
| -------------------------------------------------------------------------- | ------------------------------------- | ------------------------------------- | ------------------------------------- | ------------------------------------- | ------------------------------------- | ------------------------------------- |
| 1                                                                          | Belisario Gache Pirán                 |                                       | Partito Peronista                     | 11 marzo 1949 – 4 giugno 1952         |                                       | Juan Domingo Perón                    |
| 2                                                                          | Natalio Carvajal Palacios             |                                       | Partito Peronista                     | 4 giugno 1952 – 24 luglio 1954        |                                       | Juan Domingo Perón                    |
| Ministero dell'interno e della giustizia (1954–1955)                       |                                       |                                       |                                       |                                       |                                       |                                       |
| 3                                                                          | Ángel Borlenghi                       |                                       | Partito Peronista                     | 24 luglio 1954 – 24 luglio 1955       |                                       | Juan Domingo Perón                    |
| 4                                                                          | Oscar Albrieu                         |                                       | Partito Peronista                     | 24 luglio 1955 – 16 settembre 1955    |                                       | Juan Domingo Perón                    |
| 5                                                                          | Eduardo Busso                         |                                       | Indipendente                          | 23 settembre 1955 – 12 novembre 1955  |                                       | Eduardo Lonardi                       |
| Ministero della giustizia (1955–1956)                                      |                                       |                                       |                                       |                                       |                                       |                                       |
| 6                                                                          | Julio Velar de Irigoyen               |                                       | Indipendente                          | 12 novembre 1955 – 13 novembre 1955   |                                       | Eduardo Lonardi                       |
| 7                                                                          | Laureano Landaburu                    |                                       | Indipendente                          | 13 novembre 1955 – 8 giugno 1956      |                                       | Pedro Eugenio Aramburu                |
| Ministero dell'istruzione e della giustizia (1956–1966)                    |                                       |                                       |                                       |                                       |                                       |                                       |
| 8                                                                          | Carlos Adrogué                        |                                       | Unione Civica Radicale                | 8 giugno 1956 – 25 gennaio 1957       |                                       | Pedro Eugenio Aramburu                |
| 9                                                                          | Acdel Ernesto Salas                   |                                       | Indipendente                          | 25 gennaio 1957 – 1° maggio 1958      |                                       | Pedro Eugenio Aramburu                |
| 10                                                                         | Luis Rafael Mac Kay                   |                                       | Unione Civica Radicale                | 1° maggio 1958 – 26 marzo 1962        |                                       | Arturo Frondizi                       |
| 11                                                                         | Miguel Sussini                        |                                       | Unione Civica Radicale Intransigente  | 26 marzo 1962 – 29 marzo 1962         |                                       | Arturo Frondizi                       |
| 11                                                                         | Miguel Sussini                        | 29 marzo 1962 – 19 ottobre 1962       | Unione Civica Radicale Intransigente  |                                       | José María Guido                      |                                       |
| 12                                                                         | Alberto Rodríguez Galán               |                                       | Indipendente                          | 11 ottobre 1962 – 15 maggio 1963      | José María Guido                      |                                       |
| 13                                                                         | José Mariano Astigueta                |                                       | Indipendente                          | 15 maggio 1963 – 12 ottobre 1963      | José María Guido                      |                                       |
| 14                                                                         | Carlos Alconada Aramburú              |                                       | Unione Civica Radicale                | 12 ottobre 1963 – 28 giugno 1966      |                                       | Arturo Illia                          |
| Ministero della giustizia (1956–1966)                                      |                                       |                                       |                                       |                                       |                                       |                                       |
| 14                                                                         | Carlos Alconada Aramburú              |                                       | Unione Civica Radicale                | 28 giugno 1966 – 23 ottobre 1969      |                                       | Juan Carlos Onganía                   |
| 15                                                                         | Conrado Etchebarne                    |                                       | Indipendente                          | 23 ottobre 1969 – 8 giugno 1970       |                                       | Juan Carlos Onganía                   |
| 16                                                                         | Jaime Perriaux                        |                                       | Indipendente                          | 18 giugno 1970 – 22 marzo 1971        |                                       | Roberto Levingston                    |
| 16                                                                         | Jaime Perriaux                        | 22 marzo 1971 – 11 ottobre 1971       | Indipendente                          |                                       | Alejandro Lanusse                     |                                       |
| 17                                                                         | Ismael Bruno Quijano                  |                                       | Unione Civica Radicale                | 11 ottobre 1971 – 11 luglio 1972      | Alejandro Lanusse                     |                                       |
| 18                                                                         | Gervasio Colombres                    |                                       | Indipendente                          | 11 luglio 1972 – 25 maggio 1973       | Alejandro Lanusse                     |                                       |
| 19                                                                         | Antonio J. Benítez                    |                                       | Partito Giustizialista                | 25 maggio 1973 – 13 luglio 1973       |                                       | Héctor José Cámpora                   |
| 19                                                                         | Antonio J. Benítez                    | 13 luglio 1973 – 12 ottobre 1973      | Partito Giustizialista                |                                       | Raúl Lastiri                          |                                       |
| 19                                                                         | Antonio J. Benítez                    | 12 ottobre 1973 – 1° luglio 1974      | Partito Giustizialista                |                                       | Juan Domingo Perón                    |                                       |
| 19                                                                         | Antonio J. Benítez                    | 1° luglio 1974 – 10 giugno 1975       | Partito Giustizialista                |                                       | Isabel Perón                          |                                       |
| 20                                                                         | Ernesto Corvalán Nanclares            |                                       | Partito Giustizialista                | 10 giugno 1975 – 14 gennaio 1976      | Isabel Perón                          |                                       |
| 21                                                                         | José Deheza                           |                                       | Partito Giustizialista                | 15 gennaio 1976 – 12 marzo 1976       | Isabel Perón                          |                                       |
| 22                                                                         | Augusto Pedro Saffores                |                                       | Partito Giustizialista                | 12 marzo 1976 – 23 marzo 1976         | Isabel Perón                          |                                       |
| 23                                                                         | Julio Arnaldo Gómez                   |                                       | Indipendente (Militare)               | 29 marzo 1976 – 30 ottobre 1978       |                                       | Jorge Rafael Videla                   |
| 24                                                                         | Alberto Rodríguez Varela              |                                       | Indipendente                          | 5 novembre 1978 – 29 marzo1981        |                                       | Jorge Rafael Videla                   |
| 25                                                                         | Amadeo Frúgoli                        |                                       | Indipendente                          | 29 marzo 1981 – 12 dicembre 1981      |                                       | Roberto Viola                         |
| 26                                                                         | Lucas Jaime Lennon                    |                                       | Indipendente                          | 22 dicembre 1981 – 18 giugno 1982     |                                       | Leopoldo Galtieri                     |
| 26                                                                         | Lucas Jaime Lennon                    | 18 giugno 1982 – 10 dicembre 1983     | Indipendente                          |                                       | Reynaldo Bignone                      |                                       |
| Ministero dell'istruzione e della giustizia (1983–1989)                    |                                       |                                       |                                       |                                       |                                       |                                       |
| 27                                                                         | Carlos Alconada Aramburú              |                                       | Unione Civica Radicale                | 10 dicembre 1983 – 21 giugno 1986     |                                       | Raúl Alfonsín                         |
| 28                                                                         | Julio Rajneri                         |                                       | Indipendente                          | 21 giugno 1986 – 10 settembre 1987    |                                       | Raúl Alfonsín                         |
| 29                                                                         | Jorge Federico Sabato                 |                                       | Unione Civica Radicale                | 10 settembre 1987 – 26 maggio 1989    |                                       | Raúl Alfonsín                         |
| 30                                                                         | José Gabriel Dumón                    |                                       | Unione Civica Radicale                | 26 maggio 1989 – 8 luglio 1989        |                                       | Raúl Alfonsín                         |
| Ministero della giustizia, della sicurezza e dei diritti umani (1989–1999) |                                       |                                       |                                       |                                       |                                       |                                       |
| 31                                                                         | León Arslanián                        |                                       | Indipendente                          | 8 luglio 1989 – 16 gennaio 1992       |                                       | Carlos Menem                          |
| 32                                                                         | Jorge Luis Maiorano                   |                                       | Partito Giustizialista                | 16 gennaio 1992 – 16 giugno 1994      |                                       | Carlos Menem                          |
| 33                                                                         | Rodolfo Barra                         |                                       | Partito Giustizialista                | 16 giugno 1994 – 10 luglio 1996       |                                       | Carlos Menem                          |
| 34                                                                         | Elías Jassán                          |                                       | Indipendente                          | 10 luglio 1996 – 25 giugno 1997       |                                       | Carlos Menem                          |
| 35                                                                         | Raúl Granillo Ocampo                  |                                       | Partito Giustizialista                | 25 giugno 1997 – 10 dicembre 1999     |                                       | Carlos Menem                          |
| Ministero della giustizia e dei diritti umani (1989–1999)                  |                                       |                                       |                                       |                                       |                                       |                                       |
| 36                                                                         | Ricardo Gil Lavedra                   |                                       | Unione Civica Radicale                | 10 dicembre 1999 – 6 ottobre 2000     |                                       | Fernando de la Rúa                    |
| 37                                                                         | Jorge de la Rúa                       |                                       | Unione Civica Radicale                | 6 ottobre 2000 – 21 dicembre 2001     |                                       | Fernando de la Rúa                    |
| Ministero della giustizia, della sicurezza e dei diritti umani (1999–2010) |                                       |                                       |                                       |                                       |                                       |                                       |
| 39                                                                         | Jorge Vanossi                         |                                       | Unione Civica Radicale                | 3 gennaio 2002 – 3 luglio 2002        |                                       | Eduardo Duhalde                       |
| 40                                                                         | Juan José Álvarez                     |                                       | Partito Giustizialista                | 10 luglio 2002 – 25 maggio 2003       |                                       | Eduardo Duhalde                       |
| 41                                                                         | Gustavo Béliz                         |                                       | Nuova Leadership                      | 25 maggio 2003 – 25 luglio 2004       |                                       | Néstor Kirchner                       |
| 42                                                                         | Horacio Rosatti                       |                                       | Partito Giustizialista                | 25 luglio 2004 – 26 luglio 2005       |                                       | Néstor Kirchner                       |
| 43                                                                         | Alberto Iribarne                      |                                       | Partito Giustizialista                | 26 luglio 2005 – 10 dicembre 2007     |                                       | Néstor Kirchner                       |
| 44                                                                         | Aníbal Fernández                      |                                       | Partito Giustizialista                | 10 dicembre 2007 – 8 luglio 2009      |                                       | Cristina Fernández de Kirchner        |
| 45                                                                         | Julio Alak                            |                                       | Partito Giustizialista                | 8 luglio 2009 – 10 dicembre 2010      |                                       | Cristina Fernández de Kirchner        |
| Ministero della giustizia e dei diritti umani (2010–2023)                  |                                       |                                       |                                       |                                       |                                       |                                       |
| 45                                                                         | Julio Alak                            |                                       | Partito Giustizialista                | 10 dicembre 2010 – 10 dicembre 2015   |                                       | Cristina Fernández de Kirchner        |
| 46                                                                         | Germán Garavano                       |                                       | Indipendente                          | 10 dicembre 2015 – 10 dicembre 2019   |                                       | Mauricio Macri                        |
| 47                                                                         | Marcela Losardo                       |                                       | Indipendente                          | 10 dicembre 2019 – 18 marzo 2021      |                                       | Alberto Fernández                     |
| 48                                                                         | Martín Soria                          |                                       | Partito Giustizialista                | 29 marzo 2021 – 10 dicembre 2023      |                                       | Alberto Fernández                     |
| Ministero della giustizia (dal 2023)                                       |                                       |                                       |                                       |                                       |                                       |                                       |
| 49                                                                         | Mariano Cúneo Libarona                |                                       | Indipendente                          | 10 dicembre 2023 – in carica          |                                       | Javier Milei                          |